# Tony Attanasi
Antonio Attanasi (* 27. Juni 1914 in Lecce; † unbekannt) war ein italienischer Dokumentar- und Animationsfilmer.

## Leben
Attanasi war bereits ein profilierter Dokumentarfilmer, als er sich in den 1940er Jahren dem Animationsfilm zuwandte und zu etlichen Filmen die entsprechenden Sequenzen beitrug. Nach fünfjähriger Arbeit beendete er 1957 seinen eigenen Film I picchiatelli; 1961 produzierte und inszenierte er den Realfilm für Kinder Pulcinella, cetrulo d’Acerra. Zeitweise hatte er das Studio Alfabeta Film gegründet; der geplante Langfilm La montagna tonante wurde jedoch nie vollendet.